# Международный кинофестиваль в Дубае
Международный кинофестиваль в Дубае или Дубайский международный кинофестиваль (англ. Dubai International Film Festival, DIFF) — один из ведущих кинематографических конкурсов Ближнего Востока с момента его создания в 2004 году. Ориентирован на кинопродукцию стран Азии и Африки. Проходит в первой половине декабря.

## Общие факты
С 2006 года патронаж над фестивалем осуществляет лично эмир Дубая, премьер-министр и вице-президент Объединённых Арабских Эмиратов Мохаммед ибн Рашид Аль Мактум. Главные мероприятия проходят в курортном комплексе Madinat Jumeirah. В 2004 году на фестиваль собрались 13 тысяч кинематографистов и любителей кино, в 2012 приехало уже 50 тысяч человек. Если пять лет назад кинотеатры ОАЭ продавали около 3 миллионов билетов в год, то в 2010 году этот показатель превысил 10 миллионов. Фестивальные состязания проводятся для трёх групп кинопроизводителей: ОАЭ (национальный конкурс), арабских стран, стран Азии и Африки (международный конкурс). В каждой из них в разные годы вручаются разные призы (лучшему режиссёру, лучшему актёру, лучшей актрисе, за лучший документальный фильм, призы зрительских симпатий и так далее). Неизменно присутствуют лишь главные премии за Лучший арабский игровой фильм (Muhr Arab Feature, Best Film) и за Лучший игровой фильм международного конкурса (Muhr AsiaAfrica Feature, Best Film). Отдельно вручаются призы Lifetime Achievement Awards за карьерные достижения кинематографистов, например, актёру египетского происхождения Гамилю Ратибу, индийскому композитору Алла Ракха Рахману, немецкому режиссеру и актёру Вернеру Херцогу.

## 2010 год
Председатель жюри международного конкурса кинорежиссёр из Гонконга Джонни То. Лучший фильм международного конкурса «Человек, который кричит» (фр. Un homme qui crie,  Бельгия,  Франция,  Чад, режиссёр Махамат Салех Харун). Глава специального жюри (лучший фильм арабского кинематографа) арабский сценарист и режиссёр Мишель Хлейфи. Лучший арабский фильм «Шальная пуля» (англ. Stray Bullet,  Ливан, режиссёр Georges Hachem).

## 2011 год
Председатель жюри международного конкурса немецкий кинорежиссёр Фолькер Шлёндорф. Лучший фильм международного конкурса «Тацуми» (мультипликационный, англ. Tatsumi,  Сингапур, режиссёр Эрик Ху). Глава специального жюри (лучший фильм арабского кинематографа) австралийский кинорежиссёр Питер Уир. Лучший арабский фильм «Habibi Rasak Kharban» ( Палестина,  США, режиссёр Сьюзэн Юссуф).

## 2012 год
Председатель жюри международного конкурса корейский кинорежиссёр Ли Чхан Дон. Лучший фильм международного конкурса «Внутри» (англ. Inside,  Турция, режиссёр Зеки Демиркубуз). Глава специального жюри (лучший фильм арабского кинематографа) бразильский кинорежиссёр Бруну Баррету. Лучший арабский фильм «Ваджда» ( Саудовская Аравия, режиссёр Хаифа аль-Мансур).

## 2013 год
Председатель международного жюри ирландский кинорежиссёр Джим Шеридан. Представлены работы в семи конкурсных программах. Премию за лучший фильм поделили «Илоило» ( Сингапур) и «Омар» ( Палестина). Глава специального жюри (лучший фильм арабского кинематографа) — актриса Кейт Бланшетт. Победителем здесь стала семейная драма «Дельфины» ( ОАЭ).

## 2014 год
Председатель международного жюри — американский кинорежиссёр Ли Дэниелс. Лучший игровой фильм «Я Ноджум, мне 10 и я разведена» (англ. I Am Nojoom, Age 10 and Divorced,  Йемен, режиссёр Хадиджи аль-Салями). Глава специального жюри — киновед ливанского происхождения Мухаммед Роуда. Лучший арабский фильм «Другое измерение» (англ.  The Other Dimension,  ОАЭ, режиссёр Аиша Альсааби).

## 2015 год
Председатель международного жюри индо-канадская писательница и режиссёр Дипа Мехта. Лучший игровой фильм «Когда я открываю глаза» (фр. À peine j'ouvre les yeux,  Франция,  Тунис, режиссёр Лейла Бузид). Лучший арабский фильм «Отправляясь в небеса» (англ. Going to Heaven,  ОАЭ, режиссёр Саид Сальмин Аль-Мурри).

## Участники из стран СНГ на фестивале
- В 2008 году премия Лучшему актёру из стран Азии и Африки была присуждена Асхату Кучинчерекову за роль в фильме «Тюльпан» (копродукция пяти стран, включая Россию).
- 2011 год. В программу включена лента «19 февраля» режиссёра Тамары Степанян ( Армения).
- В 2013 году в международном конкурсе короткометражных фильмов победила лента «Закончился бензин» ( Казахстан, режиссёр Асхат Кучинчереков).
- 2014 год. В международную программу документального кино включён американо-российский фильм «Красная армия» о хоккейном клубе «ЦСКА».
- 2015 год. В конкурсе участвует фильм Александра Сокурова «Франкофония»[6].